# Traitement moral
 (décembre 2015).
Si vous disposez d'ouvrages ou d'articles de référence ou si vous connaissez des sites web de qualité traitant du thème abordé ici, merci de compléter l'article en donnant les références utiles à sa vérifiabilité et en les liant à la section « Notes et références ».
L'idée de traitement moral a été développé pour la première fois en 1810 par Philippe Pinel, alors médecin-chef à l'Hôpital Bicêtre, dans un ouvrage intitulé Traité médico-philosophique, qui s'était lui-même inspiré de Jean-Baptiste Pussin, un surveillant de ce même hôpital.
Le principe du traitement moral était de fournir des soins différents que ceux prodigués avant aux aliénés.
Il s'agit bien de faire appel à la moralité du patient, pour qu'il redevienne acceptable pour la société.
Voici les principes généraux du traitement moral tels que décrit par Pinel dans son livre :
1. maintien d'une autorité centrale qui a tout pouvoir dans l'institution. Pas de contestation de l'autorité centrale autorisée. Le personnel est soumis à une discipline sévère pour empêcher leur pouvoir arbitraire, notamment la violence.
2. surveillance des aliénés, et punition en cas de désobéissance (cellule d'isolement, contention).
3. pas de violence physique, bien que la force physique puisse-t-être utilisée pour soumettre les aliénés.
4. soutien par les pairs. La majorité des surveillants sont des anciens aliénés rétablis ou convalescents, qui moralisent, encouragent et soutiennent les patients non-rétablis. Le personnel non médical, comme le concierge par exemple (p. 263), participe à l'action thérapeutique.
5. le traitement moral proprement dit, qui fait appel à la raison morale et logique de l'aliéné contre sa propre folie. Pinel insiste particulièrement sur la "bienveillance et l'amitié" dont doivent faire preuve les surveillants, bien qu'il n'exclut pas l'usage de la force contre l'aliéné jugé trop obstiné. Beaucoup de discussion, de négociation avec les aliénés pour les ramener à la raison.
6. liberté relative à l'intérieur de l'établissement, au lieu d'une réclusion serrée. Tous les mouvements qui ne sont pas dangereux pour l'aliéné ou pour autrui sont autorisés.

Le traitement moral a été une très grande avancée dans le domaine de la psychiatrie, mais rapidement remis en question par l'élève de Pinel, Jean-Étienne Esquirol, qui mit en place l'autorité patient-médecin[réf. nécessaire].